# Gredzinskiya
Gredzinskiya är ett släkte av insekter. Gredzinskiya ingår i familjen dvärgstritar.
Kladogram enligt Catalogue of Life:
| Gredzinskiya | \| \| Gredzinskiya bipunctata \| \| \| \| \| \| Gredzinskiya lipcowa \| \| \| \| |
|              | \| \| Gredzinskiya bipunctata \| \| \| \| \| \| Gredzinskiya lipcowa \| \| \| \| |
|              | Gredzinskiya bipunctata                                                          |
|              |                                                                                  |
|              | Gredzinskiya lipcowa                                                             |
|              |                                                                                  |